# Seznam kaplí v Brně

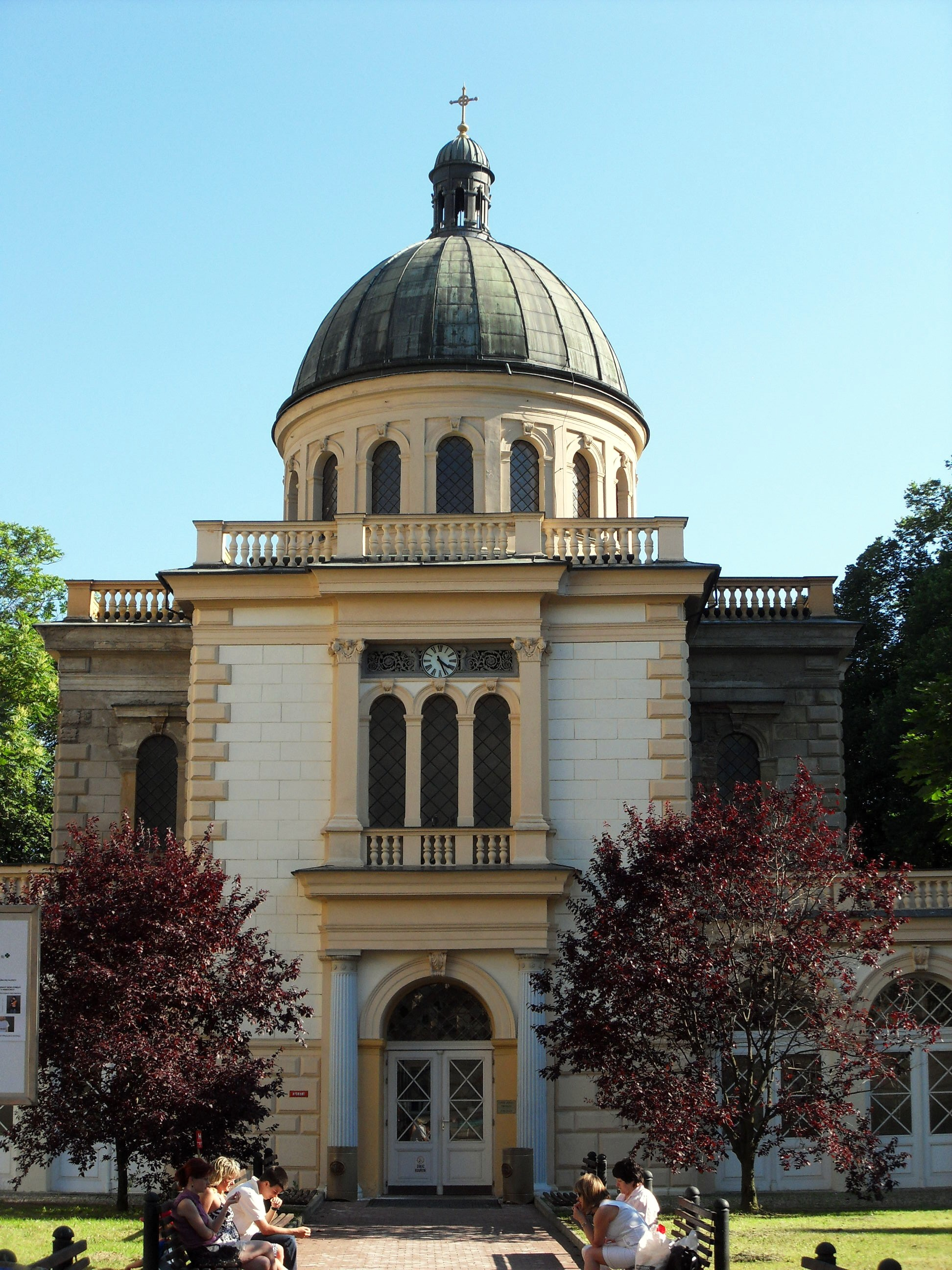
Kaple sv. Anny

Seznam kaplí v Brně obsahuje církevní stavby na dnešním území města Brna, které jsou běžně označované jako kaple či kapličky.
Vychází z internetových stránek Viléma Waltera „Historická i současná drobná sakrální architektura na území města Brna“ a byl doplněn o další kaple, které, vzhledem k zaměření zmíněných stránek k drobné architektuře, tam nejsou uvedeny. Seznam obsahuje všechny zachované kaple a kapličky volně stojící a vybrané zaniklé, o nichž se podařilo v dostupné literatuře najít nějakou ucelenější informaci. Z kaplí, které jsou/byly součástí některé větší stavby, jsou zde popsány jen objekty architektonicky výrazné (např. biskupská kaple svatého Kříže a Panny Marie na Petrově). Nejsou zde zařazeny kaple, které jsou přímou součástí kostelů, hradů, zámků či jiných staveb bez výraznějšího vnějšího architektonického projevu, či zvoničky, jež jsou často nepřesně označovány jako kaple.

## Existující kaple
| Název                              | Obrázek          | Umístění                                                                  | Poznámky |
| ---------------------------------- | ---------------- | ------------------------------------------------------------------------- | --- |
| kaple                              |                  | Brno-Bosonohy (ul. Za Vodojemem) 49°10′44″ s. š., 16°31′29″ v. d.         | Rustikální kaplička byla postavena v 19. století. Podle různých pověstí pochází již z 9. nebo 16. století. |
| kaple                              |                  | Brno-Chrlice (Zámecká ul.) 49°7′59″ s. š., 16°38′56″ v. d.                | V roce 1907 byla v původní chrlické ulicovce na místě starší dřevěné kaple z roku 1699 postavena novobarokní kaplička. |
| kaple                              |                  | Brno-jih (Kaštanová ul.) 49°9′53″ s. š., 16°37′52″ v. d.                  | Kaple při poutní cestě z Komárova do Tuřan na dnešním katastru Horních Herpšic pochází z roku 1729, kdy byla nákladem mlynáře Kašpara Reichela vystavěna při příležitosti svatořečení Jana Nepomuckého. |
| kaple                              |                  | Brno-Královo Pole (Božetěchova ul.) 49°13′38″ s. š., 16°35′51″ v. d.      | Ostatková kaple za kartuziánským klášterem v Králově Poli byla postavena v barokním slohu. |
| kaple                              | Kaple v Obřanech | Brno-Maloměřice a Obřany (Hlaváčova ul.) 49°13′49″ s. š., 16°38′27″ v. d. | Výklenková kaple nacházející se dnes na katastru Obřan mezi zahrádkami za železniční tratí pochází z 2. poloviny 18. století. |
| kaple                              |                  | Brno-Maloměřice a Obřany (Proškovo nám.) 49°13′18″ s. š., 16°38′40″ v. d. | Kaple v Maloměřicích byla postavena v roce 1905 jako poděkování zakladatele maloměřické cementárny Leo Czecha občanům vsi, že souhlasili s výstavbou průmyslového závodu. Jiné prameny uvádějí Gustava Kohna a jeho syny, kteří ale vlastnili cihelnu. V literatuře je rovněž často zmiňována chybná datace stavby, která je uváděna jako „19. století“ bez podrobností. |
| kaple                              |                  | Brno-Slatina (Ostravská ul.) 49°11′3″ s. š., 16°40′53″ v. d.              | Kaple zvaná „Pod Skalkou“ se dnes nachází v zahrádce u Ostravské ulice. Postavena byla v 1. polovině 18. století. |
| kaple                              |                  | Brno-Tuřany (Hanácká ul.) 49°8′51″ s. š., 16°40′5″ v. d.                  | V malé kapličce opravené roku 2005 je umístěno sousoší Piety. |
| kaple Krista na hoře Olivetské     |                  | Brno-střed (Josefská ul.) 49°11′37″ s. š., 16°36′46″ v. d.                | Kaple v bývalé klášterní zahradě mezi ulicemi Josefská, Novobranská a Orlí, památkově chráněná jako součást kláštera voršilek. |
| kaple Matky Boží na Veveří         |                  | Brno-Bystrc (ul. Hrad Veveří) 49°15′20″ s. š., 16°27′17″ v. d.            | Kaple Matky Boží je pozdně románská stavba nedaleko hradu Veveří. Její počátky jsou spjaty s hradem Veveří, avšak je možné, že kostelík je ještě starší. Předpokládá se založení kolem roku 1200 u zeměpanského dvora, kolem nějž se až do husitských válek rozkládala středověká vesnice, pro niž to byl farní kostel. Z kostelíka pochází vzácný obraz madony Veverské, nyní uložený v Diecézním muzeu. Původně se u kostela nacházel i hřbitov, který však byl v roce 1880 zrušen. Dvojlodní stavba má malou věž se dvěma zvony, díky mnoha přestavbám má románské, gotické i renesanční prvky. |
| kaple Pána Ježíše v Getsemanech    |                  | Brno-Žabovřesky (Veslařská ul.) 49°12′37″ s. š., 16°33′30″ v. d.          | Kaple Pána Ježíše v Getsemanech se nachází ve Veslařské ulici na katastrálním území Žabovřesk, poblíž mostu přes Svratku do Jundrova. Vznikla v roce 1947 přestavbou budovy Tělocvičné jednoty Orla. V presbytáři kaple se nachází základní kámen, který je určen pro stavbu jundrovského kostela. Posvětil jej papež Jan Pavel II. při své návštěvě České republiky v roce 1995. |
| kaple Panny Marie                  |                  | Brno-Slatina (ul. Slatinka) 49°9′49″ s. š., 16°41′16″ v. d.               | Kaple Panny Marie v osadě Slatinka byla postavena z režného zdiva v roce 1911 na místě, kde v 18. století stával poutní kostelík Bolestné Panny Marie. |
| kaple Panny Marie                  |                  | Brno-Tuřany (Hanácká ul.) 49°8′51″ s. š., 16°40′6″ v. d.                  | V současnosti je šestiboká kaple Panny Marie využívána jako kaple padlých. Byla postavena na konci 17. století, jiné zdroje uvádějí konec 19. století. |
| kaple Panny Marie                  |                  | Brno-Tuřany (ul. U Lípy Svobody) 49°9′8″ s. š., 16°39′23″ v. d.           | Poutní kapli Panny Marie v Brněnských Ivanovicích nechal vystavět prokurátor velehradského kláštera Engelbert Herrmann mezi lety 1725–1739. Jedná se o válcovou stavbu s lucernou. Za josefinských reforem byla kaple roku 1784 zrušena, stojí však dosud a je zařazena mezi kulturní památky. |
| kaple Panny Marie Líšeňské         |                  | Brno-Líšeň (Ondráčkova ul.) 49°12′13″ s. š., 16°42′32″ v. d.              | Rustikální kaple se zvonicí byla v Ondráčkově ulici postavena roku 1868. |
| kaple Panny Marie Pomocnice        |                  | Brno-Líšeň (lokalita Kostelíček) 49°12′35″ s. š., 16°42′20″ v. d.         | Podle pověsti byla líšeňská kaple „na Kostelíčku“ založena roku 1630, kdy zde svobodná paní Eliška Bergrová, majitelka líšeňského panství, nechala vystavět dřevěnou kapli jako díky za uzdravení jejího slepého syna. O čtyři roky byla stavba nahrazena zděnou kaplí, která byla kvůli postupně se zvyšujícímu se zájmu poutníků doplněna o krytý ambit s malými kapličkami. Celý areál byl roku 1784 za josefinských reforem zbořen. Již v roce 1805 zde byl vztyčen kříž, roku 1879 byl na „Kostelíčku“ vysázen akátový háj. K obnově kaple za 5000 korun, na níž přispěli obyvatelé Líšně i hrabě Ludvík Belcredi, došlo v roce 1914 na zachovaných základech původní kaple. |
| kaple svaté Anny                   |                  | Brno-střed (Pekařská ul.) 49°11′26″ s. š., 16°35′56″ v. d.                | Společně s novostavbou zemské nemocnice u sv. Anny na místě zbořeného kláštera dominikánek v Pekařské ulici vznikla i nemocniční kaple (též označována jako kostel) svaté Anny. Celý areál byl postaven v letech 1865–1868 stavitelem Moritzem Kellnerem podle projektu Theophila Hansena. Kaple nacházející se uprostřed jižního traktu nemocnice byla do roku 1998 rekonstruována, poté byla přístupná pouze příležitostně. Od roku 2009 slouží jako kulturní a společenské nemocniční centrum. Roku 2023 byla opětovně zrekonstruována. |
| kaple svatého Antonína Paduánského |                  | Brno-Královo Pole (ul. U Antoníčka) 49°14′ s. š., 16°36′55″ v. d.         | Kaple lidově zvaná „Antoníček“ byla postavena v roce 1849 na místě, kde podle pověsti žil jeden z mnichů zrušeného kartuziánského kláštera v Králově Poli. Stavba vznikla u pramene s údajně zázračnou vodou na popud moravského místodržitele, hraběte Lažanského. Tato kaple byla v roce 1924 nahrazena novou, současnou, kterou postavil stavitel Říha ze Židenic. Při této příležitosti bylo také upraveno okolí – vznikly zde schody ke studánce a nízká balustráda s kamennými sedátky. Za socialismu kaple chátrala, oprava byla provedena v roce 1972. Ani poté se o areál nikdo nestaral, proto byla kaple v 90. letech opět v havarijním stavu. Generální rekonstrukce proběhla v roce 1995. |
| kaple svatého Antonína Paduánského |                  | Brno-střed (Žabovřeská ul.) 49°11′56″ s. š., 16°34′5″ v. d.               | Na místě současné stavby z režného zdiva stála kaple již od roku 1617, kdy byla součástí osady Kamenný Mlýn. Zrušena byla roku 1787, nedlouho poté byla zřejmě zbořena. V roce 1884 byla za částku 700 zlatých vystavěna dnešní kaple svatého Antonína Paduánského podle projektu Aloise Franze. Kamenný Mlýn byl zbořen v 70. letech 20. století při výstavbě dnešní Žabovřeské ulice. Kaple stávala v průmyslovém areálu nad tramvajovou tratí a byla dlouhodobě v havarijním stavu. V roce 2022 byla rekonstruována. |
| kaple svatého Bartoloměje          |                  | Brno-Tuřany (Požární ul.) 49°8′34″ s. š., 16°39′5″ v. d.                  | Původní kaple svatého Bartoloměje v Holáskách byla postavena na začátku 20. století, již v roce 1912 byla ale zbořena kvůli stavbě silnice. Současná kaple byla postavena v roce 1913 podle plánů stavitele Lefnera. |
| kaple svatého Cyrila a Metoděje    |                  | Brno-Bohunice (Rolnická ul.) 49°10′2″ s. š., 16°34′39″ v. d.              | Bohunická kaple svatého Cyrila a Metoděje byla postavena v romantizujícím historizujícím slohu v roce 1871 na tehdejší návsi (později Morávkovo náměstí). Při výstavbě sídliště v 70. a 80. letech 20. století bylo historické jádro Bohunic zbořeno. Kaple, jako jeho jediný pozůstatek, zůstala obklopena vysokými panelovými domy. V roce 1992 byla stavba kompletně opravena. Kromě římskokatolické církve slouží v současnosti i starokatolíkům. |
| kaple svatého Cyrila a Metoděje    |                  | Brno-Kníničky (ul. U Kaple) 49°14′11″ s. š., 16°31′39″ v. d.              | Funkcionalistická kaple svatého Cyrila a Metoděje byla v neobvyklém tvaru rotundy postavena v nových Kníničkách v roce 1939. |
| kaple svatého Floriána             |                  | Brno-Bosonohy (Bosonožské nám.) 49°10′34″ s. š., 16°31′47″ v. d.          | Kaple svatého Floriána byla zbudována v roce 1713 pro ochranu před požáry, neboť svatý Florián je mimo jiné patronem hasičů. Malá kaplička byla zásadně přestavěna v roce 1854 a o šest let později získala zděnou vížku oproti původní dřevěné. Poslední modernizace byla provedena v roce 1962. |
| kaple svatého Františka z Assisi   |                  | Brno-Židenice (Táborská ul.) 49°11′34″ s. š., 16°38′13″ v. d.             | Podle webových stránek brněnského biskupství je zasvěcena svatému Františku Saleskému. Kaple byla postavena v roce 1891 podle projektu Julia Zedníka, celou částku potřebnou na její výstavbu, která čítala 3085 zlatých, věnoval pomocný textilní dělník z Juliánova František Vidlář. Je možné, že stavba nahradila starší kapli stojící dříve na stejném místě. Naposledy byla opravena v roce 2000. |
| kaple svatého Jana Nepomuckého     |                  | Brno-Kohoutovice (ul. Libušino údolí) 49°11′49″ s. š., 16°33′4″ v. d.     | Výklenková kaple svatého Jana Nepomuckého v Libušině údolí pochází z roku 1855. Nechala ji postavit obec Kohoutovice, přičemž na ni přispěl i Jakub Staněk, obchodník ze Starého Brna. |
| kaple svaté Kateřiny Sienské       |                  | Brno-jih (Jižní nám.) 49°9′9″ s. š., 16°37′23″ v. d.                      | Malá kaple zasvěcená Kateřině Sienské se zvonicí byla postavena v 19. století na návsi Dolních Heršpic. |
| kaple svatého Kříže a Panny Marie  |                  | Brno-střed (ul. Petrov) 49°11′27″ s. š., 16°36′25″ v. d.                  | Novogotická kaple svatého Kříže a Panny Marie přiléhající k biskupské rezidenci na vrchu Petrov pochází z let 1886–1888. Projekt vypracoval August Prokop, stavitelem byl Eduard Exner. Závěr kaple je tvořen pěti stranami osmiúhelníku. |
| kaple svaté Rodiny                 |                  | Brno-Kohoutovice (Bašného ul.) 49°11′35″ s. š., 16°32′6″ v. d.            | Kaple svaté Rodiny v Kohoutovicích byla vystavěna v letech 1903–1904 stavitelem Tomášem Němečkem ze Žabovřesk. V následujících letech byly vybírány peníze na vnitřní zařízení kaple, interiéry včetně zavěšení zvonu tak byly dokončeny až v roce 1908, kdy byla stavba v historizujícím stylu vysvěcena. V roce 1927 byla kaple vybavena kůrem a v letech 1988–1989 byl formou dobrovolných brigád postaven boční přístavek. |
| kaple svatého Václava              |                  | Brno-Žabovřesky (Burianovo nám.) 49°12′44″ s. š., 16°34′43″ v. d.         | Novorenesanční kaple svatého Václava byla postavena v roce 1906 (uváděno též 1908) podle projektu Tomáše Němečka. Na návsi osady Vinohrádky (části Žabovřesk) je dřevěná kaple téhož zasvěcení připomínána poprvé již roku 1826. Kvůli nedostatečné údržbě ale chátrala a roku 1903 se zhroutila. |
| kaple svatých Václava a Valentýna  |                  | Brno-Tuřany (Zapletalova ul.) 49°8′29″ s. š., 16°42′7″ v. d.              | Obecní kaple svatých Václava a Valentýna ve Dvorskách byla postavena v 19. století, po roce 1825. |
| kaple Vzkříšení                    |                  | Brno-jih (Černovická ul.) 49°10′34″ s. š., 16°37′28″ v. d.                | Kaple Vzkříšení nedaleko komárovského kostela svatého Jiljí je novogotická stavba z režných cihel postavená v roce 1856 jako hrobka rodiny Schindlerů. |
| kaple Zjevení Panny Marie v trní   |                  | Brno-Tuřany (Hanácká ul.) 49°8′49″ s. š., 16°40′5″ v. d.                  | Na místě původního tuřanského kostela byla v roce 1901 postavena novobarokní kaple Zjevení Panny Marie v trní. |
| kaple Zmrtvýchvstání Páně          |                  | Brno-Tuřany (Pratecká ul.) 49°8′51″ s. š., 16°40′15″ v. d.                | Kaple Zmrtvýchvstání Páně (též Vzkříšení Páně) byla postavena na novém tuřanském hřbitově v letech 1866–1868. |
| loretánská kaple                   |                  | Brno-střed (Minoritská ul.) 49°11′40″ s. š., 16°36′40″ v. d.              | Výstavba brněnské loretánské kaple (též používáno označení „loretánský kostel“) byla zahájena za kvardiána minoritského kláštera Barnabáše Freislera, který byl inspirován při své cestě do Itálie chrámem v Loretu a Svatými schody v Římě. Proto nechal v roce 1716 uprostřed malého hřbitova severně od klášterního kostela, na rohu ulic Minoritské a Jánské, postavit Svatou chýši (stavitelem byl Mořic Grimm). V letech 1717–1719 obklopil Chýši ambit s kaplemi. Po obdrženém daru od svobodného pána Michaela Wertnera nechali minorité roku 1723 zvednout zdi ambitu, celý prostor zaklenout kupolí a jako presbytář tohoto „loretánského kostela“ vystavět Svaté schody, kterými byla k areálu konventu stavebně připojena gotická zvonice upravená barokně. Interiér kaple byl dokončen roku 1726. Celý projekt pocházel z pera architekta Antona Ospela, který Mořic Grimm zásadně upravil a zjednodušil. V současnosti má kaple problémy se statikou a veřejnosti je přístupná pouze výjimečně. |

## Zaniklé kaple
| Název                                                                    | Obrázek | Umístění                                                              | Poznámky |
| ------------------------------------------------------------------------ | ------- | --------------------------------------------------------------------- | --- |
| kaple Nalezení svatého Kříže                                             |         | Brno-sever (lokalita Strom) 49°14′53″ s. š., 16°37′18″ v. d.          | Na vrcholu Ostré horky (kóta Strom) jižně od Soběšic byla v letech 1716–1718 postavena kaple Nalezení svatého Kříže (též označována jako kaple svatého Kříže) na půdorysu maltézského kříže. Plány vypracoval jezuitský provinciál Miller, stavitelem byl Mořic Grimm. Na Ostrou horku byla rovněž zřízena křížová cesta z Řečkovic. Věž kaple posloužila v roce 1759 jako základní bod trigonometrické sítě pro změření délky jednoho poledníkového stupně na poledníku, který prochází Vídní. Samotná kaple byla za josefinských reforem zrušena a roku 1786 zbořena. Její základy byly nalezeny při archeologickém průzkumu k 200. výročí prvního trigonometrického bodu na českém území v roce 1958. Roku 1960 byl na tomto bodě ve středu bývalé kaple umístěn žulový hranol s pamětní deskou. |
| kaple Nejsvětějšího srdce Ježíšova                                       |         | Brno-Královo Pole (Chodská ul.) 49°13′0″ s. š., 16°35′36″ v. d.       | Secesní kaple Nejsvětějšího srdce Ježíšova s malbami Jano Köhlera byla postavena v roce 1915 podle projektu Vladimíra Fischera jako kostel ve vojenském nemocničním areálu v místě dnešní Chodské ulice. Protože stavba po druhé světové válce chátrala, bylo ve druhé polovině 60. let 20. století povoleno občanům obce Oslnovice kapli rozebrat a přemístit ji do své vesnice. K tomuto kroku došlo v roce 1969, po změně politické situace ale již nedostali povolení kapli znovu sestavit. Ta zůstala přes 20 let uskladněná v místních stodolách, teprve po roce 1989 se situace změnila. Kaple byla sestavena do původní podoby v letech 1993–1995, vysvěcena byla o rok později. |
| kaple svatého Cyrila a Metoděje a svatého Václava, zvaná Královská kaple |         | Brno-střed (Dominikánské nám.) 49°11′39″ s. š., 16°36′25″ v. d.       | Královská kaple vznikla zřejmě ve 14. století spojením kaple Panny Marie z roku 1297, jež byla založena Václavem II., a starší kaple svatého Václava. Kaple byla stavebně připojena k tzv. markraběcímu domu, který se roku 1323 stal majetkem starobrněnských cisterciaček. Později bylo patrocinium změněno z Panny Marie na svatého Cyrila a Metoděje. Kaple byla zrušena roku 1783, poté se z ní stalo skladiště. Roku 1908 byla společně s celou severní stranou Dominikánského náměstí zbořena, zachován však zůstal unikátní gotický interiér, který byl rozebrán a uskladněn. Počátkem 21. století existovaly plány na začlenění interiéru kaple do budovy parkovacího domu v Panenské ulici, které však nebyly realizovány.                                                                |
| kaple svatého Floriána                                                   |         | Brno-Černovice (Faměrovo nám.) 49°10′33″ s. š., 16°38′23″ v. d.       | Kaple byla postavena začátkem 18. století, vysvěcena byla roku 1718. V průběhu 18. a 19. století přečkala několik požárů a vichřic, po požáru v roce 1772 musela být znovu vybudována. Zbořena byla v roce 1897 a během následujících dvou let byl na jejím místě postaven černovický kostel svatého Floriána. |
| kaple svatého Františka Xaverského                                       |         | Brno-střed (Údolní ul.) 49°11′54″ s. š., 16°35′41″ v. d.              | Osmiboká barokní kaple svatého Františka Xaverského stávala na křižovatce cest pod Špilberkem, v místě křížení dnešních ulic Údolní a Úvoz. Byla postavena v letech 1755–1758 podle projektu Františka Antonína Grimma (podle jiného zdroje již v roce 1680). Za josefinských reforem byla v roce 1784 zrušena, o pět let později začala být využívána jako mýtnice a v roce 1888 byla zcela zbořena (podle jiného zdroje roku 1896). |
| kaple svatého Josefa                                                     |         | Brno-Jundrov (Nálepkova ul.) 49°12′31″ s. š., 16°33′9″ v. d.          | Na horním konci jundrovské ulicovky se roku 1657 nacházela starší kaple svatého Josefa, která byla tohoto roku jezuity rozšířena. Při mohutném požáru v roce 1813, jenž zničil téměř celou ves, byla kaple těžce poškozena. Její znovupostavení a vysvěcení proběhlo v roce 1821. Po druhé světové válce plánovali věřící stavbu kostela, neboť kaple již kapacitně nepostačovala. K tomu to kroku ale nedošlo a samotná kaple svatého Josefa stojící uprostřed křižovatky ulic Nálepkovy a Lelkovy byla roku 1958 zbořena. Od roku 1947 funguje kaple Pána Ježíše v Getsemanech v budově bývalé orlovny a v současnosti městská část usiluje o stavbu nové kaple nebo kostela. |
| kaple svatého Kříže                                                      |         | Brno-Kníničky (lokalita U tří křížů) 49°16′42″ s. š., 16°27′45″ v. d. | V lesích nad Chudčicemi, dnes na katastru městské části Kníničky, stávala do roku 1784 kaple svatého Kříže. Na jejím místě byly vztyčeny tři dřevěné kříže (později nahrazeny kamennými), podle nichž se toto místo nazývá U Tří křížů. Z Chudčic sem vede křížová cesta. |
| kaple svatého Štěpána                                                    |         | Brno-střed (Křenová ul.) 49°11′31″ s. š., 16°37′9″ v. d.              | První písemná zmínka o zeměpanském špitálu s kaplí svatého Štěpána (proto někdy označován jako špitál svatého Štěpána) v Křenové ulici pochází z roku 1343, nicméně již v roce 1293 je zde zmiňována kaple malomocných. Od roku 1382 byl areál v majetku města. Kaple byla roku 1782 zrušena a špitál byl spojen se sousední vojenskou nemocnicí. Ta se ale již o rok později přesunula do bývalého kláštera dominikánek v Pekařské ulici. V budovách v Křenové dál fungoval měšťanský lazaret a chudobinec, celý areál byl v letech 1909 a 1910 zbořen. |
| kaple svatého Václava                                                    |         | Brno-střed (Vídeňská ul.) 49°10′54″ s. š., 16°35′42″ v. d.            | Kaple svatého Václava byla postavena v roce 1816 podle projektu Václava Jacoba na náklady pekařského mistra Václava Bauera ve Vídeňské ulici, tehdy předměstí samostatné obce Staré Brno. K vysvěcení došlo o rok později. Zbořena byla v 60. letech 20. století při demolici nejstarší části Vídeňské ulice a jejím nahrazení panelovým sídlištěm Staré Brno-jih. |

Kolem dvou kostelů v historickém centru Brna vznikly v průběhu dějin skupiny kaplí, z nichž se do současnosti nezachovala žádná:
| Kostel                          | Umístění                                                    | Poznámky |
| ------------------------------- | ----------------------------------------------------------- | --- |
| katedrála svatého Petra a Pavla | Brno-střed (ul. Petrov) 49°11′28″ s. š., 16°36′27″ v. d.    | Kolem kostela na vrchu Petrov se od středověku nacházel hřbitov. Kromě toho byl chrám obestavěn domy církevních hodnostářů. V roce 1732 byla při domě vikářů postavena kaple svaté Barbory, zrušená roku 1789 a v roce 1834 nebo 1846 zbořená. Je zde také uváděna kaple Jana Kapistrana, která se nacházela v hradební baště a která byla v roce 1785 přestavěna na vojenské skladiště. Naopak v letech 1886–1888 byla k biskupské rezidenci přistavěna dodnes funkční kaple svatého Kříže a Panny Marie (viz výše). |
| kostel svatého Jakuba           | Brno-střed (Jakubské nám.) 49°11′48″ s. š., 16°36′30″ v. d. | Při archeologickém výzkumu v roce 1990 byly při severní straně chrámu svatého Jakuba nalezeny základy kruhové stavby pocházející zřejmě z 13. století. Mohlo se jednat o karner ve tvaru rotundy. Kolem kostela se od středověku také nacházel hřbitov (dnes přibližně plocha Jakubského náměstí), v jehož areálu postupně vyrostl komplex sedmi kaplí: - kaple Božího Těla z roku 1368 - kaple svatého Mořice - kaple svaté Voršily a jedenácti panen z roku 1405 - kaple Nanebevzetí Panny Marie z roku 1413 - tzv. Nová kaple z roku 1428 - kaple svaté Doroty z první poloviny 15. století - kaple nad hrobem Raduita de Souches z 18. století Zánik všech kaplí souvisí se zrušením hřbitova v roce 1784. O rok později došlo ke zrušení a zboření kaple Božího Těla, roku 1786 byla zrušena kaple svatého Mořice. Ta byla zlikvidována až o 100 let později, v roce 1887. Na jejím místě se dnes nachází základní škola Rašínova. |